# Hraniční přechod Bukovec-Jasnowice
Hraniční přechod Bukovec-Jasnowice (polsky Przejście graniczne Jasnowice-Bukovec) se nachází na česko-polské státní hranici mezi českou obcí Bukovec (okres Frýdek-Místek, Moravskoslezský kraj) a polskou obcí Jasnowice (patřící do gminy Istebna (česky Jistebná), powiat cieszyński (česky okres Těšín), Slezské vojvodství). Přechod je určen pro motoristy i pěší a vede přes potok Oleška, který tvoří státní hranici.
Hraniční přechod zde existoval již od roku 1960 a význam jeho ochrany prudce poklesl s rozšířením Schengenského prostoru v roce 2007.
V případě dočasného znovuzavedení ochrany vnitřních hranic je provoz na hraničním přechodu upraven Sdělením Ministerstva vnitra č. 373/2008 Sb.

## Další informace
Hraniční přechod se nachází nedaleko nejvýchodnějšího bodu České republiky a Přírodní rezervace Bukovec.
K hraničnímu přechodu vede také turistická stezka a cyklostezka.

## Galerie

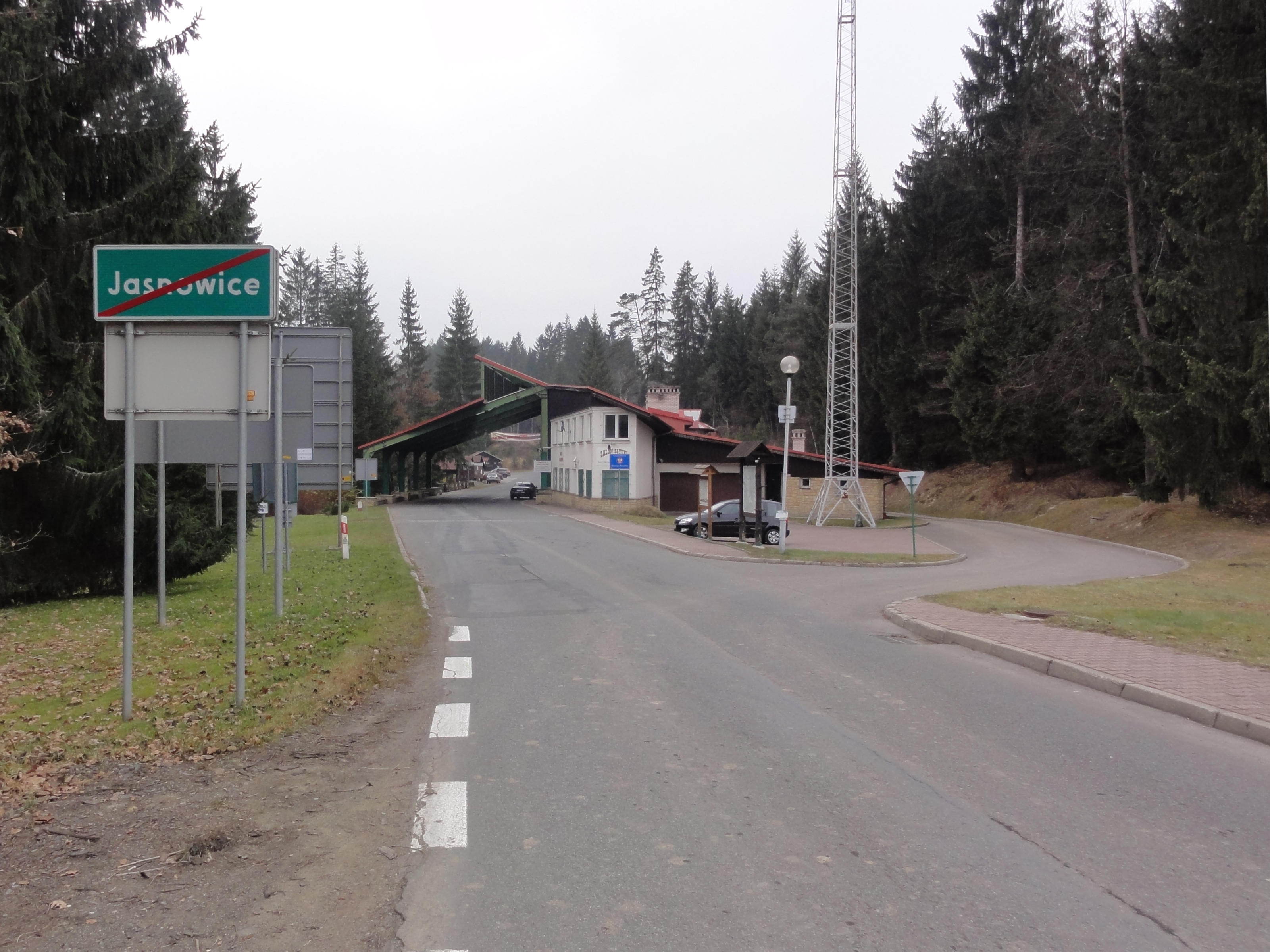
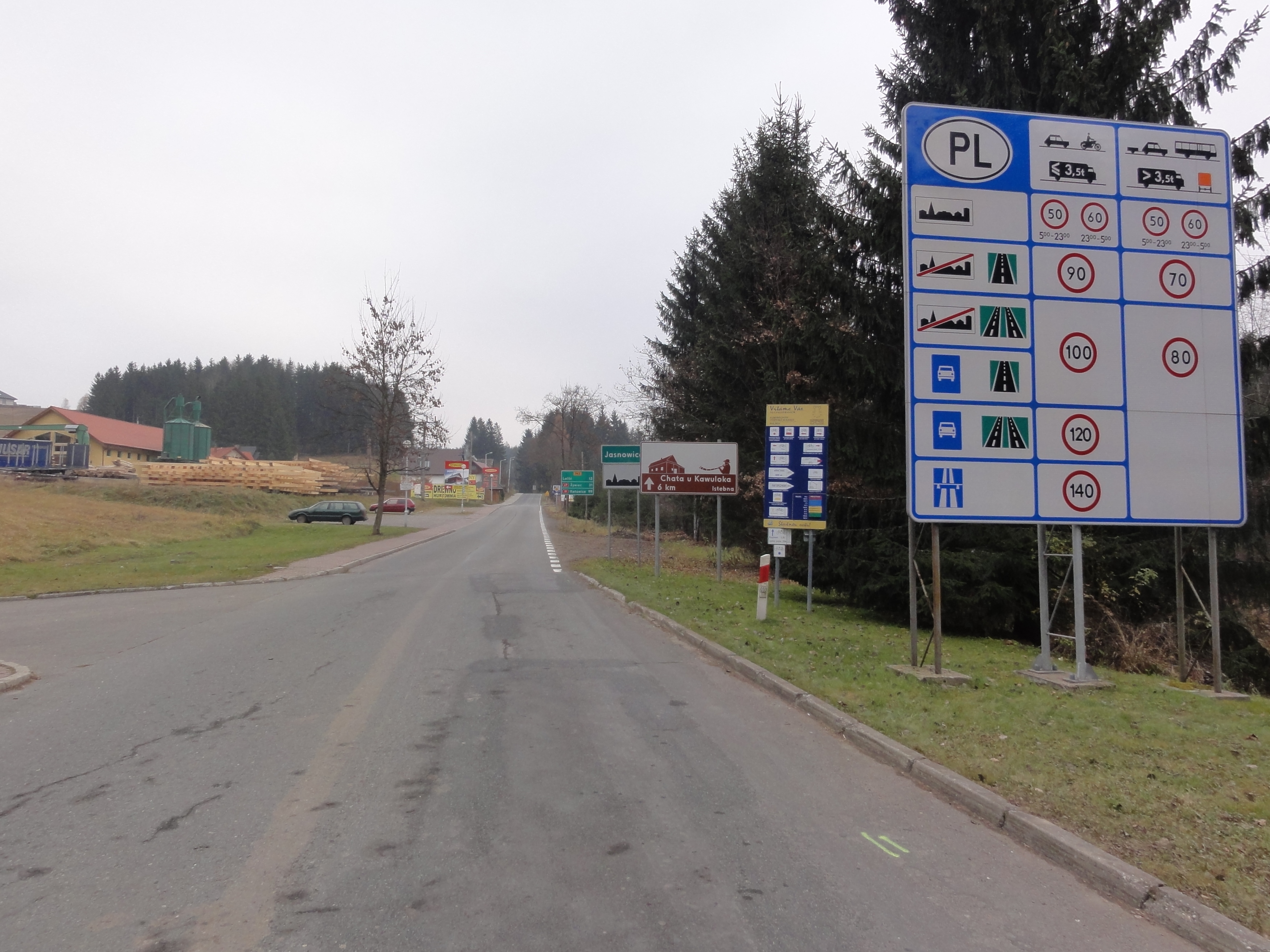